# Vlaminck (cratère)
Pour les articles homonymes, voir Vlaminck.
Vlaminck est un cratère d'impact présent sur la surface de Mercure. 
Le cratère fut ainsi nommé par l'Union astronomique internationale en 1985 en hommage au peintre français Maurice de Vlaminck. 
Son diamètre est de 82 km. Il se situe dans le quadrangle de Victoria (quadrangle H-2) de Mercure.